# 上条町 (春日井市)
上条町（じょうじょうちょう）は愛知県春日井市中南部にある地名。現行行政町名は上条町1丁目から上条町10丁目。

## 地理
北部を中央通・割塚町・乙輪町、北東部を小木田町・桜佐町、北西部を八事町・弥生町、西部を王子町、東部を名古屋市守山区吉根・桔梗平・竜泉寺、南部を下津町、南西部を下条町と隣接している。
庄内川対岸に一部だが上条町5、7丁目に属している地域が存在し、名古屋市守山区を経由するルートしかないため事実上の飛び地となっている。
町内に春日井駅があるため、マンションが多く顕在する。
町の西を南北に愛知県道25号春日井一宮線が、南には上条用水が通っており、東には庄内川が流れている。王子製紙春日井工場の体育館やグラウンド、工場の敷地の一部が上条町8、10丁目に立地している。

### 地形
町内の標高最高地点は北部の約20.8メートル、最低地点は南端の10丁目付近の標高16.4メートルと、南へ緩やかに傾斜した地形となっている。人が居住する以前は広い河床を川が流れていたと推測されている。

### 河川・用水・池

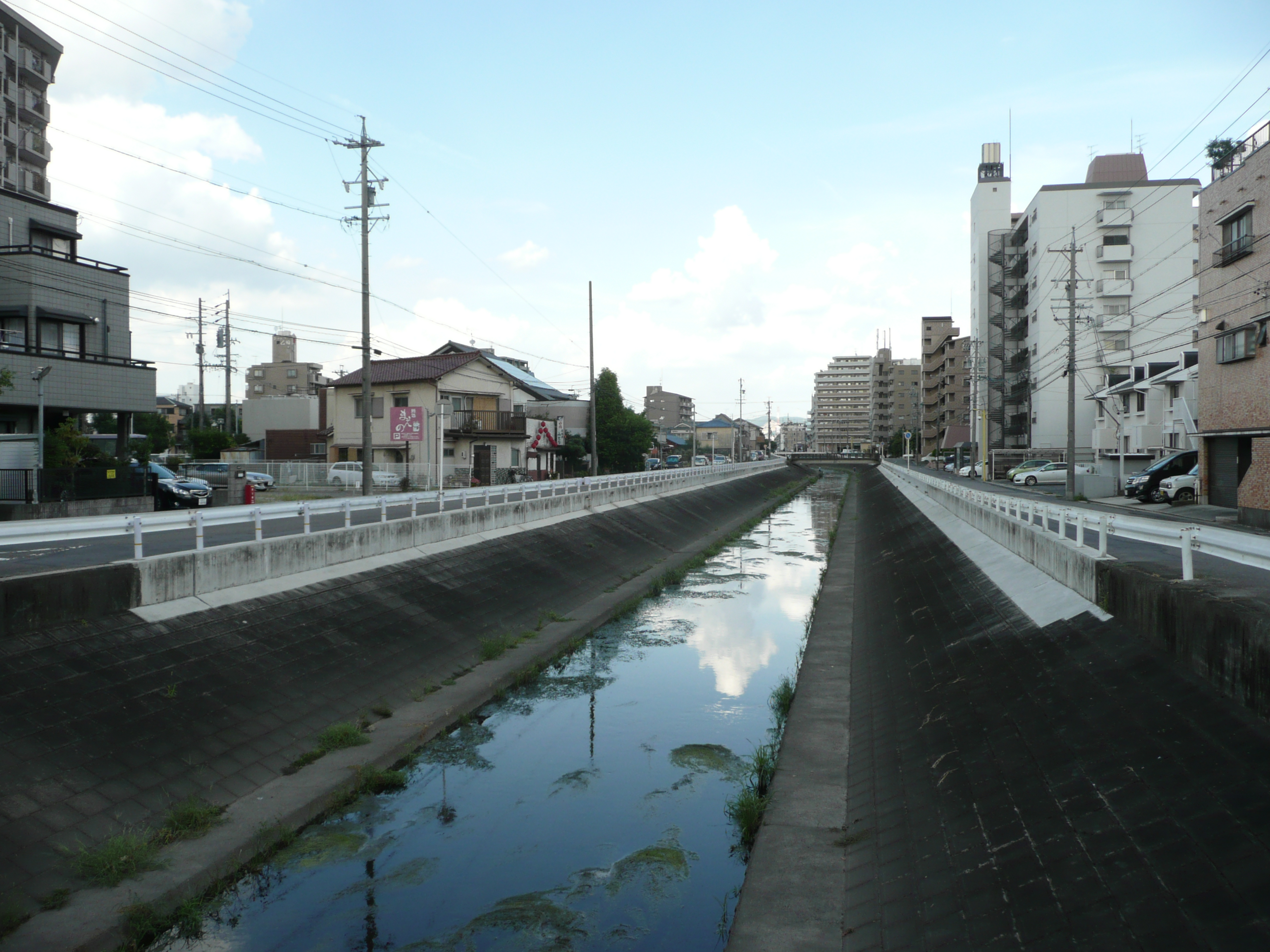
町内を流れる地蔵川

- 内津川 ： 町の北東部から南流し、庄内川に接続。
- 庄内川 ： 町の北東部を南北に流れ、途中で西流。
- 地蔵川 ： 町の北を東西に西流。
- 上条用水 ： 町の全域を流れる。

昭和40年頃まで上条町内には2つの池が存在したが、現在は埋め立てられ宅地化されている。この池は庄内川が氾濫した際に出来たと言われている。池底までは非常に深く、庄内川、内津川の伏流水が湧き出ていた。

## 歴史

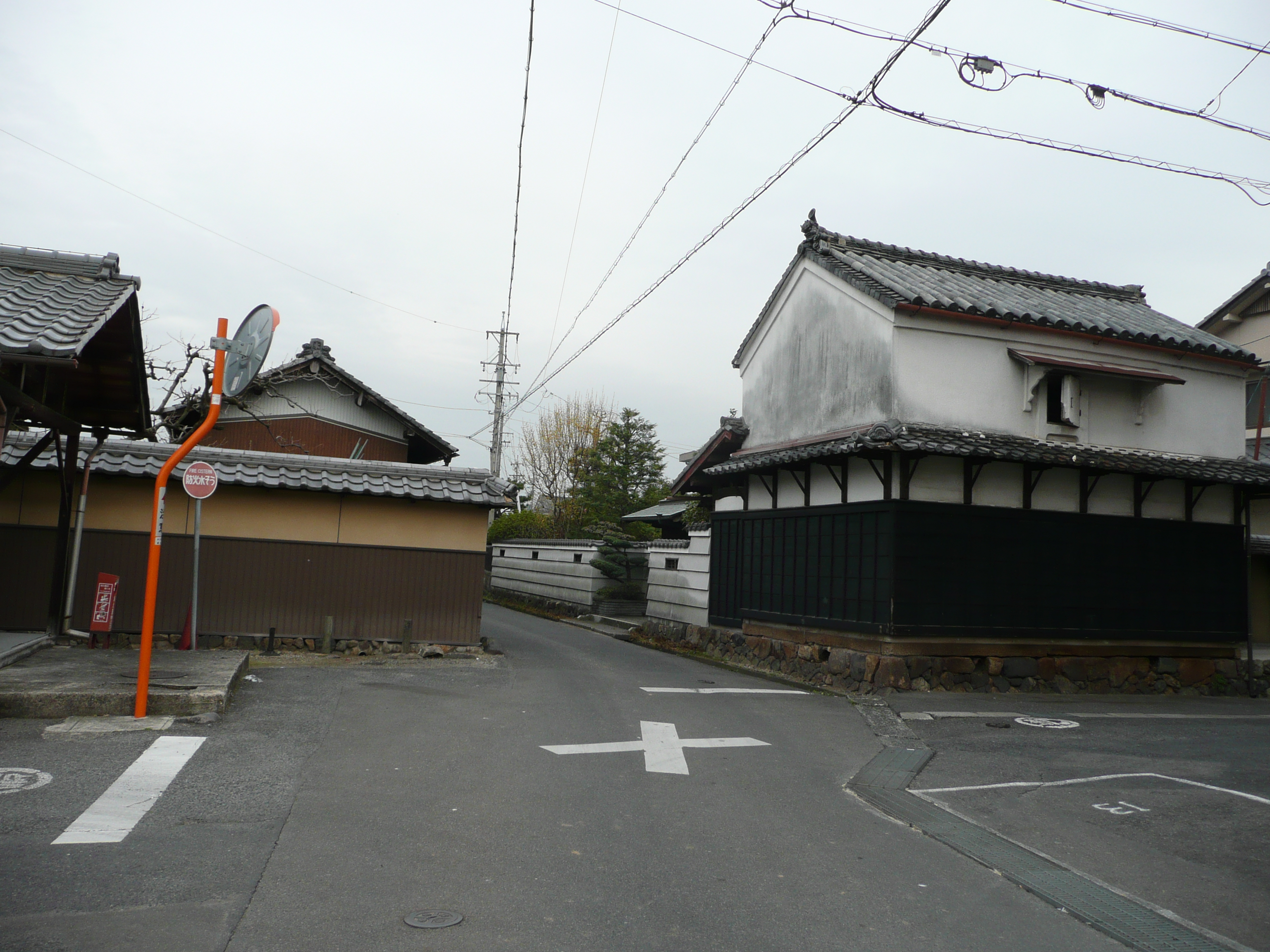
上条城周辺の風景

### 縄文ー弥生時代
地内には上条遺跡が存在した。詳細な位置は不明だが、出土物の中から古墳時代前期のものとみられる約6cmの乳文鏡や石釧などが発掘されている。また、上条町8丁目には王子製紙工場敷地内に弥生時代後期の遺跡である王子遺跡が存在したが現在は完全に消失している。

### 鎌倉－江戸時代
- 建保6年（1218年） - 小坂光善が上条城を築城。
- 応永年間（1394年-1428年） - 上条用水が豪族林重之によって切り開かれる。
- 慶長年間初期（1596年-1598年） - 豊臣秀吉が豪農林重登を春日井郡57ヶ村の庄屋に指名し、重登から林金兵衛までの15代に渡って林家が地内を基盤として春日井郡を統治。

### 近代
- 明治10年（1877年） - 地租改正反対運動において、豪農林金兵衛を中心として上条村村民が団結し、春日井郡内の運動の中心地となる。
- 明治11年（1878年） - 郡区町村編制法施行により上条村、八田新田、大光寺子新田が合併し、和爾良村が発足。
- 明治39年（1906年）7月17日 - 和爾良村と小野村とが合併し、鳥居松村が発足。
- 大正12年（1923年） - 上条地区一帯に初めて電気が供給。
- 昭和2年（1927年）12月16日 - 村内に中央本線鳥居松駅（現在の春日井駅）が開業。
- 昭和18年（1943年） - 鳥居松村ほか4町村の合併により春日井市が発足。
- 昭和23年（1948年） - 春日井市和爾良の一部をもって上条町成立[8]。
- 昭和48年（1973年） - 月見町・八事町・弥生町との境界変更を行う[8]。

### 地名の由来
- 条里制により柏井荘といわれていた頃、荘域を南北に二分して、条理第16条以北を「上条」としたところから来ていると言われている[9]。
- JR中央本線 春日井駅北口には「条里制遺構之標」の石標が建立されている。

## 世帯数と人口
2019年（平成31年）4月1日現在の世帯数と人口は以下の通りである。
| 丁目         | 世帯数    | 人口     |
| ------------ | --------- | -------- |
| 上条町1丁目  | 791世帯   | 1,473人  |
| 上条町2丁目  | 788世帯   | 1,585人  |
| 上条町3丁目  | 753世帯   | 1,620人  |
| 上条町4丁目  | 564世帯   | 1,091人  |
| 上条町5丁目  | 364世帯   | 718人    |
| 上条町6丁目  | 491世帯   | 1,244人  |
| 上条町7丁目  | 233世帯   | 543人    |
| 上条町8丁目  | 345世帯   | 818人    |
| 上条町9丁目  | 368世帯   | 882人    |
| 上条町10丁目 | 306世帯   | 712人    |
| 計           | 5,003世帯 | 10,686人 |

### 人口の変遷
国勢調査による人口の推移
| 1995年（平成7年）  | 9,310人  | [ 10 ] |  |
| 2000年（平成12年） | 9,939人  | [ 11 ] |  |
| 2005年（平成17年） | 9,913人  | [ 12 ] |  |
| 2010年（平成22年） | 10,379人 | [ 13 ] |  |
| 2015年（平成27年） | 10,406人 | [ 14 ] |  |

## 学区
市立小・中学校に通う場合、学区は以下の通りとなる。また、公立高等学校に通う場合の学区は以下の通りとなる。
| 丁目         | 番・番地等        | 小学校                 | 中学校               | 高等学校 |
| ------------ | ----------------- | ---------------------- | -------------------- | -------- |
| 上条町1丁目  | 21番地1～271番地2 | 春日井市立鳥居松小学校 | 春日井市立柏原中学校 | 尾張学区 |
| 上条町1丁目  | 1番地～20番地3    | 春日井市立上条小学校   | 春日井市立中部中学校 | 尾張学区 |
| 上条町2丁目  | 全域              | 春日井市立上条小学校   | 春日井市立中部中学校 | 尾張学区 |
| 上条町3丁目  | 全域              | 春日井市立上条小学校   | 春日井市立中部中学校 | 尾張学区 |
| 上条町4丁目  | 全域              | 春日井市立上条小学校   | 春日井市立中部中学校 | 尾張学区 |
| 上条町5丁目  | 全域              | 春日井市立上条小学校   | 春日井市立中部中学校 | 尾張学区 |
| 上条町6丁目  | 全域              | 春日井市立上条小学校   | 春日井市立中部中学校 | 尾張学区 |
| 上条町7丁目  | 全域              | 春日井市立上条小学校   | 春日井市立中部中学校 | 尾張学区 |
| 上条町8丁目  | 全域              | 春日井市立上条小学校   | 春日井市立中部中学校 | 尾張学区 |
| 上条町9丁目  | 全域              | 春日井市立上条小学校   | 春日井市立中部中学校 | 尾張学区 |
| 上条町10丁目 | 全域              | 春日井市立上条小学校   | 春日井市立中部中学校 | 尾張学区 |

## 交通

### 鉄道
JR中央本線 春日井駅

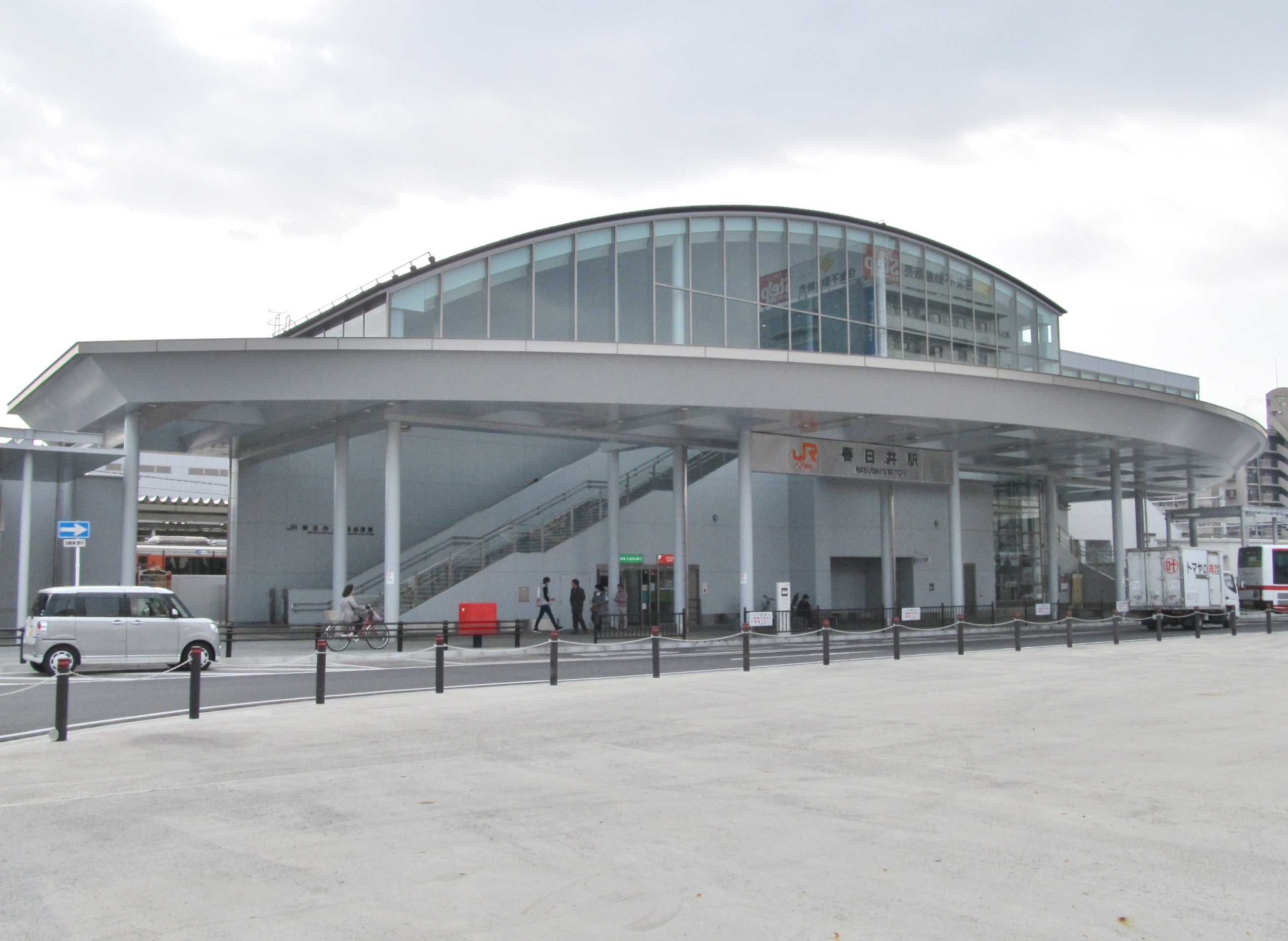
春日井駅北口

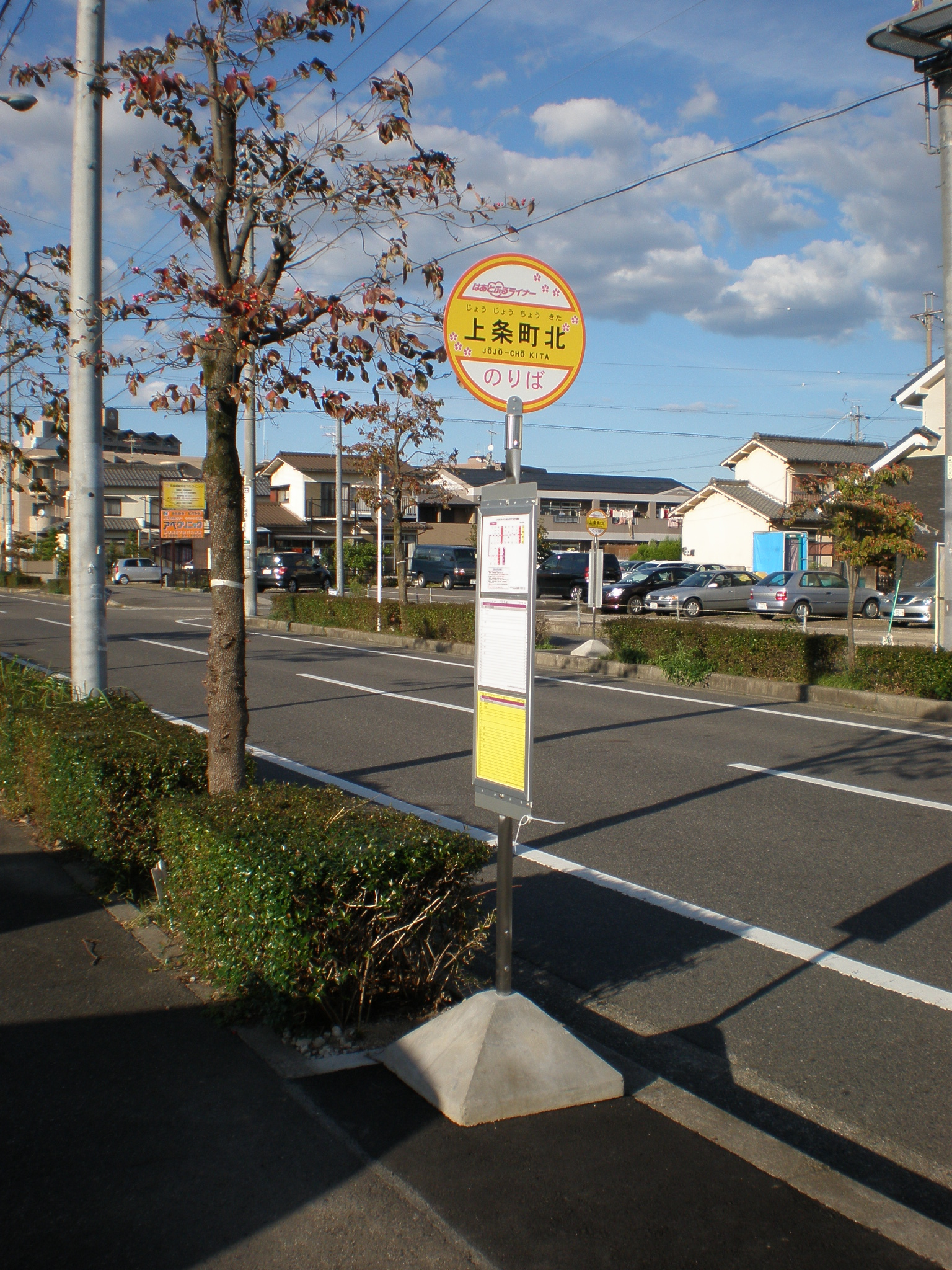
町内にあるバス停

戦時中には陸軍造兵廠鷹来製造所第六工場（西山工廠）から南に、鷹来工廠、篠木工廠を通って春日井駅へ接続する軍需鉄道が存在した。昭和16年（1941年）に軍事工場へ物資の運搬を目的に建設され、昭和20年（1945年）第二次世界大戦が終結されると同時に役目を終えて廃線となった。現在は橋台や陸軍造兵廠鷹来製造所第六工場（西山工廠）の入口の門などが残存している。
他にもかつて昭和時代初期には春日井駅から南に上条町を横断して下条町に続く軍需鉄道と思われる路線が存在したが詳細不明。

### バス
かすがいシティバス（はあとふるライナー）「南部線」
- 上条町2丁目バス停
- 春日井駅南口バス停
- 上条町北バス停
- 上条町中バス停
- 上条町南バス停
- 泰岳寺東バス停

桃花台バス
名鉄バス
- 「春日井・桃花台線」
- 「東野線」
- 「桃花園線」
- 「春日井市内線」
- 「桃山線」
- 「春日井市民病院線」

JR東海バス
- （名古屋駅 - 新宿駅間）「中央ドリーム名古屋号」
  - 春日井駅バス停（北口）

### 道路
- 愛知県道204号春日井停車場線 ： 上条町1丁目が起点。
- 愛知県道25号春日井一宮線 ： 町の西部を南北に通過。
- 愛知県道30号関田名古屋線 ： 町の中央部を北東から南西を通過。

## 名所・旧跡

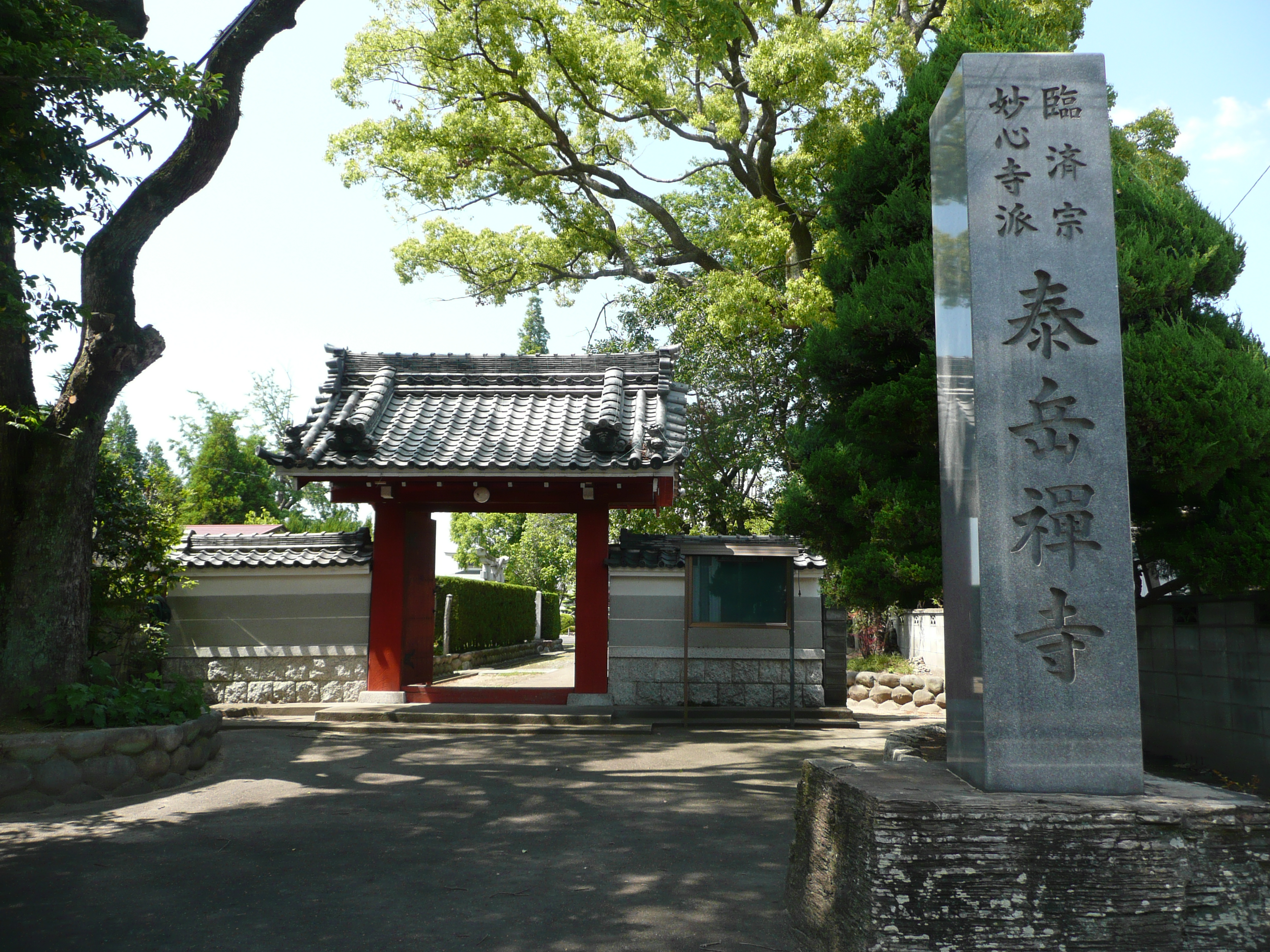
名古屋城の三の丸の赤門（泰岳寺の山門）

### 名所
- 泰岳寺
- 泰富稲荷
- 大龍院
- 大光寺
- 和爾良神社
- 大日社

### 旧跡
- 上条城址（北緯35度14分22秒 東経136度59分03秒 / 北緯35.239504度 東経136.984300度）

## 主な施設
企業
- 王子製紙 春日井工場
- 大宝運輸 グリーンハンド春日井物流センター
- オリックスレンタカー 春日井支店
- エディオン 上条店

郵便局
- 春日井王子町郵便局
- 春日井駅前郵便局

集会所
- 上三集会場
- 上条区第二集会場
- 乾島集会所
- 北御油集会所

その他
- 王子体育館
- 王子製紙グラウンド
- 上条グラウンド

## 出身人物
- 小野道風 （平安時代の書家、三跡の一人）※麒麟抄の説によるもので諸説ある。
- 林重登 （春日井郡57ヶ村の大庄屋。上条城主林盛重の息子。）
- 林金兵衛 （初代東春日井郡長、草薙隊隊長）

## その他

### 日本郵便
- 郵便番号 : 486-0833[3]（集配局：春日井郵便局[18]）。